# AmaZulu Football Club
El AmaZulu Football Club es un club de fútbol de Sudáfrica, de la ciudad de Durban. Fue fundado en 1937 y juega en la Premier Soccer League, máxima categoría del fútbol sudafricano.

## Uniforme
- Uniforme titular: Camiseta, pantalón y medias verdes.
- Uniforme alternativo: Camiseta negra, pantalón y medias blancas.
- Espónsor: Joma

## Jugadores

### Plantilla 2022–23

#### Altas y bajas 2018–19 (invierno)
| Altas   | Altas    | Altas       | Altas | Altas |
| Jugador | Posición | Procedencia | Tipo  | Costo |
| ------- | -------- | ----------- | ----- | ----- |

| Bajas   | Bajas    | Bajas   | Bajas | Bajas |
| Jugador | Posición | Destino | Tipo  | Costo |
| ------- | -------- | ------- | ----- | ----- |

## Entrenadores
- Clive Barker (1974–1976)
- Mario Tuane (1984)
- Clive Barker (1986–1987)
- Clive Barker (1991–1993)
- Eoin Hand (1993)
- Clive Barker (1997–1999)
- Neil Tovey (2001–02)
- Ramadhan Nsanzurwimo (2003–04)
- Clive Barker (2004)
- Keagan Mumba (2004-2005)
- Clive Barker (2006)
- Reggie Shelembe (2006–2007)
- Júlio César Leal (2007)
- Clive Barker (2007–2009)
- Neil Tovey (2009–2010)
- Manqoba Mngqithi (2010–2011)
- Roger Palmgren (2011-2012)
- Craig Rosslee (2012–2014)
- Steve Barker (noviembre de 2014-abril de 2016)[12][13]
- Delron Buckley (interino- abril de 2016-?)[13]
- Cavin Johnson (agosto de 2017-septiembre de 2019)[14][15]
- Jozef Vukušič (septiembre de 2019-marzo de 2020)
- Ayanda Dlamini (marzo de 2020-diciembre de 2020)
- Allan Freese (interino-diciembre de 2020)
- Benni McCarthy (diciembre de 2020-marzo de 2022)
- Brandon Truter (interino-marzo de 2022-octubre de 2022)
- Romain Folz  (octubre de 2022-presente)

## Palmarés

### Torneos nacionales
- Liga NPSL (1): 1972
- Copa de la Liga de Sudáfrica (1): 1992

## Participación en competiciones de la CAF
| Temporada | Torneo                      | Ronda          | Club            | Casa | Visita | Global   |
| --------- | --------------------------- | -------------- | --------------- | ---- | ------ | -------- |
| 2021-22   | Liga de Campeones de la CAF | Primera Ronda  | Bullets         | 0-1  | 3-1    | 3-2      |
| 2021-22   | Liga de Campeones de la CAF | Segunda Ronda  | Mazembe         | 0-0  | 1-1    | 1-1 (v.) |
| 2021-22   | Liga de Campeones de la CAF | Fase de grupos | Raja Casablanca | 0-2  | 0-1    | 3° lugar |
| 2021-22   | Liga de Campeones de la CAF | Fase de grupos | Sétif           | 1-0  | 0-2    | 3° lugar |
| 2021-22   | Liga de Campeones de la CAF | Fase de grupos | Horoya AC       | 1-0  | 1-1    | 3° lugar |